# Art Nation

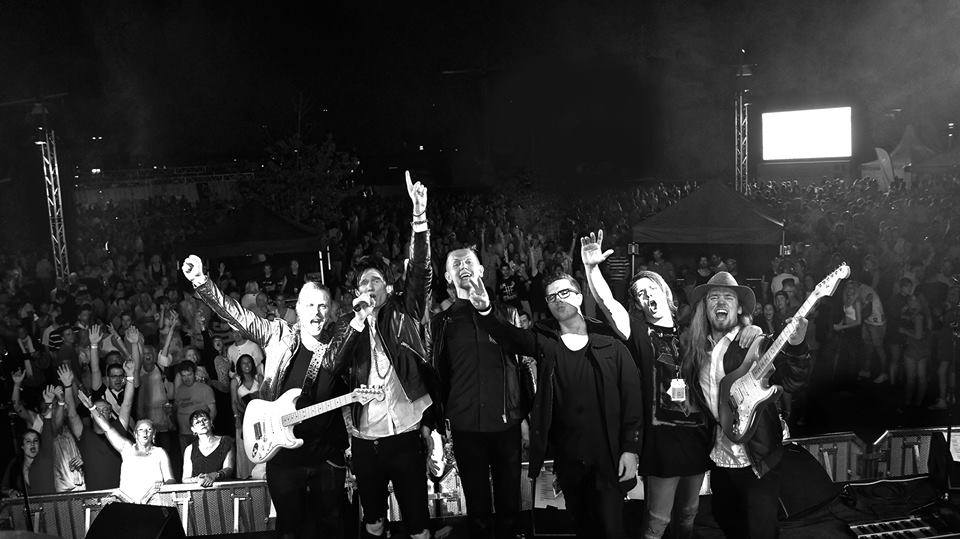
Art Nation live i Oscarshamn 2016.

Art Nation är ett svenskt metalband från Göteborg som bildades 2014 av Alexander Strandell.
Debutalbumet Revolution släpptes i augusti 2015 genom tyska skivbolaget Metal Heaven. 
Bandet blev nominerade till ett av Sveriges största musikpriser, "Gaffa-priset", åren 2015, 2016 & 2017, som "Årets bästa liveakt" och "Årets Svenska Genombrott" och "Årets Svenska Grupp" – bland artister som Zara Larsson, Ghost, Laleh, Håkan Hellström och In Flames.
Låten "Look to the Sky" var med i Aftonbladets årsbästa-lista 2015 och fick titeln "Årets Vackraste Ballad".
I början av 2016 skrev bandet på ett världsomfattande skivkontrakt med Sony Music Entertainment / Gain, vilket ledde till en skarp framgångskurva på kort tid. I mitten av 2016 var bandet högaktuella med "We Are Better Together", årets specialskrivna Gothia Cup-låt, som framfördes under invigningsceremonin på Ullevi 18 juli 2016 inför en publik på 60 000 personer. I samband med detta medverkade bandet även i SVT där "Gothia-låten" spelades live.
Uppföljaren "Liberation" släpptes 2017 och även de tredje albumet "Transition" 2019 genom skivbolaget Sony Gain.
2020 gick bandet igenom ännu en lineup ändring ihop med pandemin. 2022 spelade Art Nation på Sweden Rock Festival det året som en comeback med Christoffer Borg och Richard Svärd tillbaka i bandet igen.
2023 släpptes det fjärde albumet "Inception" igenom Frontiers Records.

## Medlemmar
- Alexander Strandell – sång (2014–)
- Christoffer Borg – gitarr (2014–2017, 2022–)
- Richard Svärd – bas (2017–2019, 2022–)

### Tidigare medlemmar
- Felix Borg – trummor 2014–2014
- Theodor Hedström – gitarr, keyboard 2014–2016
- Simon Gudmundsson – bas 2014–2017
- Carl Tudén – trummor 2015–2017
- Johan Gustavsson – gitarr 2015–2019
- Linus Thomsson – trummor 2018–2019
- Sam Söderlindh – gitarr 2017–2019
- Alexander Lundgren - trummor (2019-2024)

### Turnérande medlemmar
- Gabriel Gomer - trummor (2024–)
- Rebecka Tholerus – bas
- Erik Rosengren – trummor
- Efraim Larsson – trummor
- Hjalmar Porsbo – gitarr
- Ola Thuresson – bas
- Mia Moilanen – gitarr

## Diskografi
Studio Album
- 2015 – "Revolution"
- 2017 – "Liberation"
- 2019 – "Transition"
- 2023 – "Inception"

Singlar
- 2014 – "Moving On"
- 2014 – "One Is Better Than No One"
- 2015 – "Leave It All Behind"
- 2016 – *We Are Better Together(The Official Gothia Cup Song)
- 2017 – "The Real Me"
- 2017 – "Ghost Town"
- 2018 – "Infected"
- 2019 – "Fallen Worlds"
- 2019 – "Firefly"
- 2019 – "The Cure"
- 2023 – "Brutal & Beautiful"
- 2023 – "Echo"
- 2023 – "1001"